# 淡島神社 (町田市)
根岸淡島神社（ねぎしあわしまじんじゃ）は、東京都町田市根岸2丁目に所在する神社。淡島神社、淡嶋神社、淡島さまとも呼ばれている。

## 概要
起源は不詳だが、享保（江戸時代中期）の頃に祀られた碑がある。また、文政年間に現祭神の他に数柱の神を祀って御神体とした奉納札が現存する。
少彦名命を祭った淡嶋神社は和歌山市加太を本宮とするが全国的には少なく、東京都にはここのみである。
もとは箭簳八幡宮の飛地にある境外社であったが、昭和42年（1967年）に宗教法人として設立された。昭和52年（1977年）には社殿を修復し境内整備が為されている。御神木の大公孫樹は樹齢150年の大木である。御神体は両性をあらわす石器と伝えられ、ある時代の人身崇拝を物語るとされる。境内坪は290坪で、境内社として稲荷神社が存在する。
縁結び・子宝・安産・病気平癒に霊験あらたかと近郷の女性に親しまれている。

## 祭神
少彦名命・天照大神・菅原道真

## アクセス
- JR淵野辺駅北口から徒歩20分
- JR淵野辺駅北口からバス「淡島公園前」下車徒歩2分
- JR町田駅および小田急線町田駅からバス「下根岸」下車徒歩4分

## 付近の神社
- 箭簳八幡宮
- 淵野辺日枝神社
- 木曽秋葉神社
- 木曽金刀比羅神社
- 皇武神社
- 上矢部御嶽神社
- 新田稲荷神社
- 小山田神社
- 矢部妻戀神社